# Malcolm Christie
Malcolm Christie est un footballeur anglais né le 11 avril 1979 à Peterborough (Angleterre). Mesurant 1,84 m et pesant 68 kg, il évolue au poste d'attaquant à Leeds United où il était en rééducation avant de jouer son premier match avec l'équipe pro pour un match de FA Cup.

## Carrière
- 1997-1998 : Nuneaton Borough  Angleterre (10 matchs)
- 1998-2002janv. : Derby County  Angleterre (129 matchs et 34 buts)
- 2002janv.-2007 : Middlesbrough  Angleterre (49 matchs et 11 buts)
- 2008-???? : Leeds United  Angleterre (5 matchs et 1 but).